# Public Safety Building (Winnipeg)
El Public Safety Building es un edificio gubernamental en Winnipeg, la capital de la provincia de Manitoba (Canadá). Fue construido en 1965 en estilo brutalista y se utilizaba como cuartel general de la Policía de Winnipeg.

## Descripción e historia
Construida en 1965, la estructura fue diseñada por Libling Michener & Associates en el estilo brutalista del modernismo y está revestida con piedra caliza Tyndall. El 21 de diciembre de 1964, el Ayuntamiento de Winnipeg otorgó un contrato para la construcción del nuevo Edificio de Seguridad Pública y Parque Cívico a un costo de 4,8 millones de dólares CAD. Tanto el Edificio de Seguridad Pública como el Parque Cívico están conectados al Ayuntamiento por una pasarela subterránea. 
El terreno en el que reside el edificio es de aproximadamente media hectárea. La parcela de tierra era originalmente parte de 40,5 ha lote del río otorgado a Alexander Ross, un comerciante de pieles nacido en Escocia y uno de los primeros colonos de la colonia del río Rojo. Winnipeg se incorporó oficialmente en 1875, y el 7 de junio de 1875, la tercera generación de la familia Ross cedió una parte de la tierra restante al municipio a una tasa inferior a la del mercado de 600 CAD, con la estipulación de que la tierra siempre se guardado con fines cívicos, de lo contrario revertiría a la familia. La venta de la propiedad tendría que ser examinada por uno de los descendientes de Ross, de los cuales se estima que hay 19 aún vivos.  La parcela ahora tiene el edificio del consejo en el ayuntamiento, el edificio de seguridad pública y una parte de la parka del centro cívico. 
El revestimiento de piedra caliza del edificio se ha degradado a lo largo de los años, debido a la humedad que se filtra entre el revestimiento y los ciclos de congelación y descongelación de Winnipeg que separan las secciones de piedra caliza de sus tirantes. En muchos lugares se han agregado soportes de acero para mantener las secciones de piedra en su lugar. Parte del revestimiento de piedra caliza se ha caído de la fachada del edificio y existe un riesgo continuo de que la piedra se caiga. Debido a esto, la ciudad encerró la acera de abajo con una pasarela protegida de 100 000 CAD en 2006.
El cuartel general de la policía se trasladó al edificio de seguridad pública poco después de su construcción en 1966, fuera de la antigua estación de Rupert. En 2009, la ciudad de Winnipeg compró la antigua instalación de procesamiento de correo de Canada Post en el centro de Winnipeg y, a partir de 2013, hay planes para trasladar la sede de la policía de la ciudad a la instalación renovada. A finales de 2013, las renovaciones de las nuevas instalaciones han costado 210 millones de dólares y están en curso.